# Torbjørn Løkken
Torbjørn Løkken (Biri, 28 de junio de 1963) es un deportista noruego que compitió en esquí en la modalidad de combinada nórdica.
Ganó dos medallas en el Campeonato Mundial de Esquí Nórdico de 1987. Participó en los Juegos Olímpicos de Calgary 1988, ocupando el cuarto lugar en la prueba por equipo.

## Palmarés internacional
| Campeonato Mundial | Campeonato Mundial | Campeonato Mundial | Campeonato Mundial        |
| Año                | Lugar              | Medalla            | Prueba                    |
| ------------------ | ------------------ | ------------------ | ------------------------- |
| 1987               | Oberstdorf (RFA)   | Medalla de oro     | TN + 15 km individual     |
| 1987               | Oberstdorf (RFA)   | Medalla de plata   | TN + 3 × 10 km por equipo |